# Sikannisuchus
Sikannisuchus es un género extinto de arcosaurio de gran tamaño procedente de depósitos del Triásico Superior (Noriano) del noreste de Columbia Británica, Canadá. Se conoce a partir del holotipo TMP 94.382.3, una porción posterior del techo del cráneo y otros restos fragmentarios. Se halló en cuatro localidades de la Formación Pardonet, cerca de la comunidad de Sikanni Chief. Fue nombrado por primera vez por Elizabeth L. Nicholls, Donald B. Brinkman y Xiao-Chun Wu en 1998, y la especie tipo es Sikannisuchus huskyi. Habría alcanzado unos 4 metros de longitud. También se han encontrado en la Formación Pardonet ictiosaurios como Macgowania, Callawayia y posiblemente el shastasáurido gigante Shonisaurus, los celacantos Whiteia banffensis y posiblemente Garnbergia, y varios géneros de moluscos, incluyendo ammonites y bivalvos.